# يوليان سيميونوف
يوليان سيميونوفيتش سيميونوف (8 أكتوبر 1931 - 15 سبتمبر 1993) (بالروسية: Юлиа́н Семёнович Семёнов) كاتب وسيناريست وشاعر روسي، متخصّص في أدب الجاسوسية والأدب البوليسي.

## مسيرته

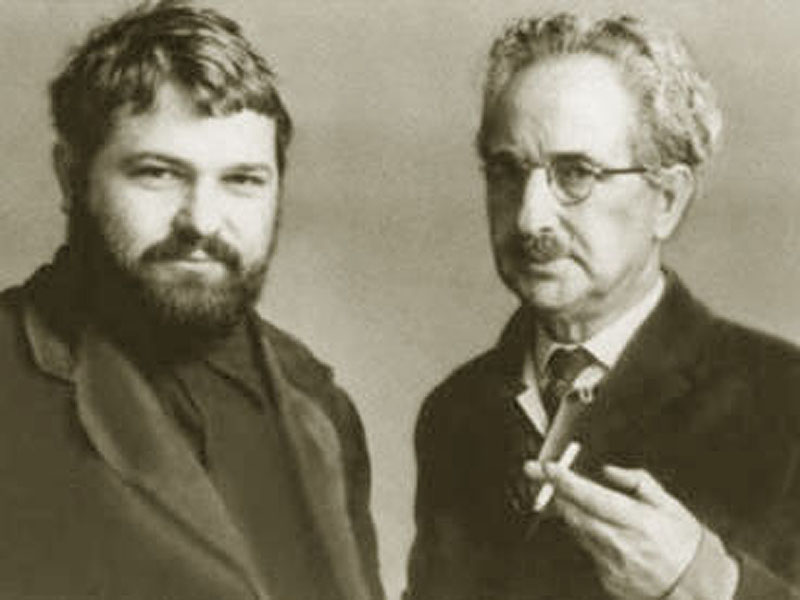
يوليان سيميونوف رُفقة والده (التاريخ غير معروف)

كان والدهُ «سيميون أليكساندروفيتش ليناندريس» يهوديًا، رئيس تحرير صحيفة «إيزفستيا». في عام 1932، قُبض عليه باعتباره «شريكًا في مؤامرة بوخارين المضادة للثورة» وتعرض للضرب المبرح أثناء الاستجواب؛ أصبح على إثره مشلولا جزئيا. كانت والدته «غالينا نيكولاينا نوزدرينا» روسية، وشغلت معلمة تاريخ. [بحاجة لمصدر]
في عام 1953، تخرج سيميونوف من معهد موسكو للدراسات الشرقية، قسم الشرق الأوسط. ثم قام بتدريس اللغة الأفغانية (اللغة البشتوية) في جامعة موسكو الحكومية، ودرس هناك في وقت واحد في كلية التاريخ.

## روابط خارجية
- يوليان سيميونوف على موقع IMDb (الإنجليزية)
- يوليان سيميونوف على موقع ألو سيني (الفرنسية)
- يوليان سيميونوف على موقع أول موفي (الإنجليزية)
- يوليان سيميونوف على موقع قاعدة بيانات الأفلام السويدية (السويدية)
- يوليان سيميونوف على موقع قاعدة بيانات الفيلم (الإنجليزية)
- يوليان سيميونوف على موقع كينوبويسك (الروسية)